# 准尊
准尊（じゅんそん、天正13年10月7日（1585年11月28日） - 元和8年4月24日（1622年6月3日））は、日本の僧。真宗興正派興正寺第十八世門主。諱は昭玄。十七世顕尊の子で本願寺第十一世門主顕如の孫にあたる。母は冷泉為益の娘・祐心尼。妻は毛利輝元の養女・長寿院妙尊尼（もと小早川秀秋正室、実父は宍戸元秀）。幼名は八十丸。諡号は不退院。

## 生涯
文禄3年、10歳の時に叔父で姉の夫でもある浄土真宗本願寺派・本願寺（西本願寺）第十二世門主・准如の元で得度する。だが慶長4年（1599年）、父の死後に興正寺を継承すると姉と不仲となり、伯父の教如がいる真宗大谷派東本願寺側に離反する。だが、説得によって慶長12年（1607年）に西本願寺側に復帰した。この間、慶長5年（1600年）に法眼、同6年（1601年）に大僧都、同7年（1602年）に法印に昇任している。
元和2年（1616年）に権僧正に叙せられた。